# Вайс, Шевах
Шевах Вайс (ивр. שבח וייס‎; 5 июля 1935, Борислав, Львовское воеводство — 3 февраля 2023 или 4 февраля 2023, Тель-Авив) — израильский политический и общественный деятель.

## Биография
Родился в 1935 году в Бориславе, тогда принадлежавшем Польше. Во время Холокоста семью Вайсов прятали соседи украинцы. В 1947 году Шевах Вайс репатриируется в Израиль. Учился в Еврейском университете Иерусалима, доктор политологии. В 1969 году избирается в муниципалитет Хайфы. С 1981 года член Кнессета от партии Авода. В 1992 году избирается председателем кнессета. По окончании парламентской деятельности, Шевах Вайс переходит на дипломатическую работу и служит послом в Польше с 2000 по 2004 годах. Одновременно с этим, Вайс исполняет обязанности председателя совета директоров Яд ва-Шем.
Шевах Вайс — автор множества работ по политологии.

## Награды
- Кавалер Ордена Белого орла (2017 год)[6]
- Кавалер Большого креста ордена Заслуг перед Республикой Польша (2004 год)[7]
- Почётный знак МИД Польши «Bene Merito» (2009 год)[8]